# Tractat de Bútxatx

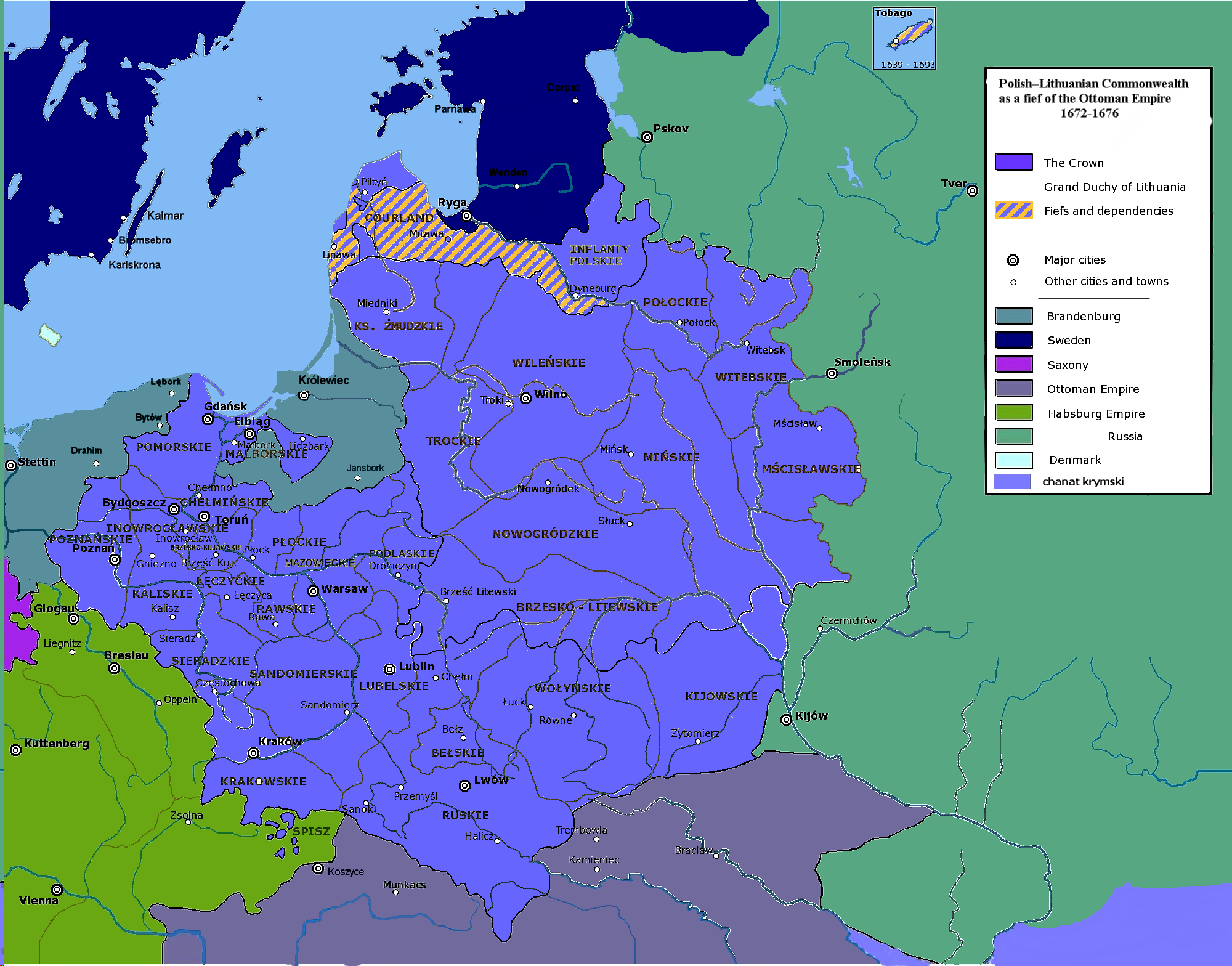
La Confederació de Polònia-Lituània entre 1672–1676

El tractat de Bútxatx es va signar el 18 d'octubre de 1672 a Buczacz (ara Bútxatx, a Ucraïna) entre la Confederació de Polònia-Lituània, aleshores sota el regnat de Miquel Korybut Wiśniowiecki, i l'Imperi Otomà. En virtut d'aquest tractat es posà fi a la primera fase de la Guerra poloneso-otomana (1672-1676).
En funció d'aquest tractat, Polònia es comprometia a:
- cedir el Territori del voivodat de Podòlia als otomans
- pagar un tribut anual de 22,000 de tàlers
- cedir el territori del voivodat de Bratslav i al sud el voivadat de Kiev a l'Hetmanat cosac (Ucraïna Otomana), que va lluitar al costat dels otomans el mandat de Petrò Doroixenko.

Les hostilitats finalment acabarien la primavera del 1673. Tot i així el Sejm mai ratificà el Tractat. El 1676 aquest acord fou revisat pel Tractat de Żurawno (Juravno, Ucraïna, al raion o districte de Jidatxiv).